# 野中隆史
野中 隆史（のなか たかし、1952年（昭和27年）2月17日 - 2018年（平成30年）2月19日）は、日本の銀行家。みずほ銀行副頭取を経て、みずほ信託銀行社長等を歴任した。群馬県出身。

## 略歴
- 1975年（昭和50年）- 東京大学経済学部卒業後、富士銀行入行。
  - 以降、マルチメディア業務、個人開発、マーケティング企画各部長、個人商品開発部長兼個人商品開発戦略カード会社管理室長等を歴任する。
- 2003年（平成15年）- みずほ銀行執行役員個人商品開発部長。
- 2004年（平成16年）- 同常務執行役員個人商品開発部長。
- 2006年（平成18年）- 同常務取締役兼執行役員。
- 2007年（平成19年）- 同副頭取兼副頭取執行役員（コンプライアンス統括グループ、支店業務部門担当）。
- 2008年（平成20年）- みずほ信託銀行代表取締役社長[1]。
- 2013年（平成25年）- 同会長[2]。
- 2018年（平成30年）2月19日 - 死去[3]。